# Gałczewko (gromada)
Gałczewko (do 31 XII 1957 Sokoligóra) – dawna gromada, czyli najmniejsza jednostka podziału terytorialnego Polskiej Rzeczypospolitej Ludowej w latach 1954–1972.
Gromady, z gromadzkimi radami narodowymi (GRN) jako organami władzy najniższego stopnia na wsi, funkcjonowały od reformy reorganizującej administrację wiejską przeprowadzonej jesienią 1954 do momentu ich zniesienia z dniem 1 stycznia 1973, tym samym wypierając organizację gminną w latach 1954–1972.
Gromadę Gałczewko z siedzibą GRN w Gałczewku utworzono 1 stycznia 1958 w powiecie golubsko-dobrzyńskim w woj. bydgoskim w związku z przeniesieniem siedziby GRN gromady Sokoligóra z Sokoligóry do Gałczewka i zmianą nazwy jednostki na gromada Gałczewko. Dla gromady ustalono 15 członków gromadzkiej rady narodowej.
W 1961 roku gromada miała 19 członków gromadzkiej rady narodowej.
1 stycznia 1969 do gromady Gałczewko włączono grunty rolne o powierzchni ogólnej 232,03 ha z miasta Golubia-Dobrzynia w tymże powiecie.
Gromadę zniesiono 1 stycznia 1972, a jej obszar włączono do nowo utworzonej gromady Golub-Dobrzyń w tymże powiecie.